# Susanne Engelmann

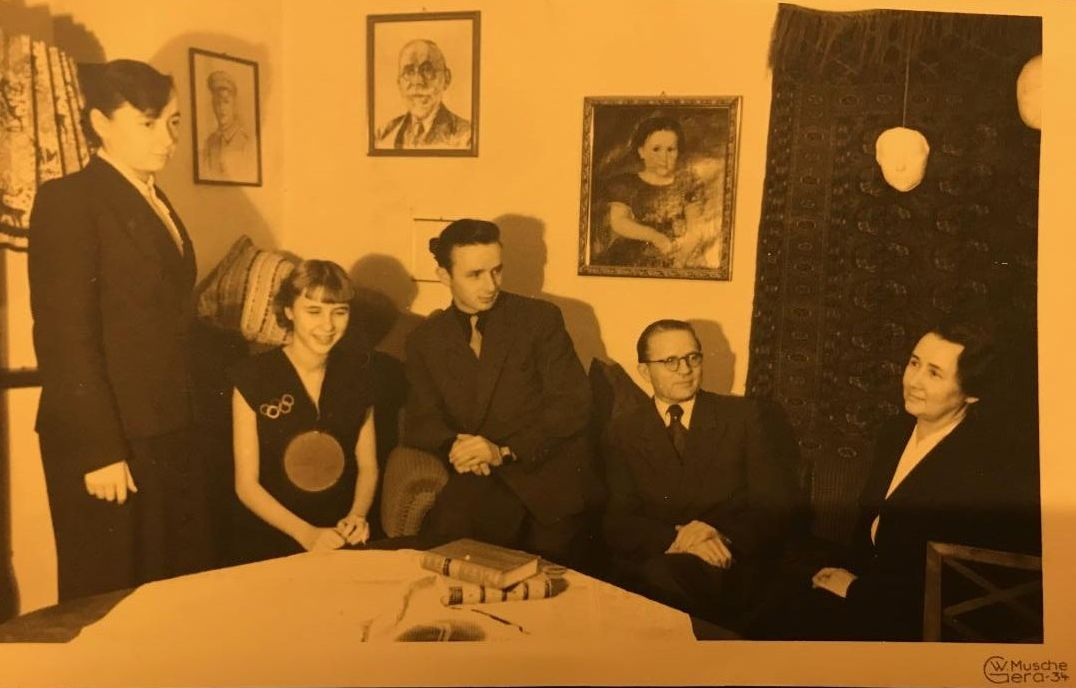
Familie Engelmann, Gera, 1951. Susanne Engelmann sitzt ganz rechts. Karoline „Line“ ist die zweite von links.

Susanne Engelmann (* 14. August 1905 in Gera; † 10. Januar 1989 in Althütte) war eine deutsche Grafikerin und Keramikerin.

## Leben
Susanne Engelmann kam unter ihrem Mädchennamen Kornmann in einer Kaufmanns-Familie zur Welt, die Eltern betrieben eine Groß-Tuchhandlung. Am 26. November 1925 heiratete sie den Geraer Kaufmann Friedrich Otto Georg Engelmann. Ihre künstlerische Laufbahn begann sie als Grafikerin und widmete sich später mit Vorliebe dem Scherenschnitt und der Illustration von Büchern für Kinder, auch für ihre eigenen drei Kinder Peter Engelmann (1926–1980er), Barbara Engelmann (1929–2004) und Karoline Engelmann, verehel. Müller (1935–2019). Wichtige Impulse erhielt sie ab den 1920ern vom Plakatkünstler Ludwig Hohlwein. Nach dem Zweiten Weltkrieg lernte sie in der Töpferei Viktor Greiner (1911–1988) in Bürgel das Arbeiten mit Keramik und schuf dann auch Werke in der Architektur. Sie war Mitglied im Verband Bildender Künstler der DDR und stellte unter anderem in Gera, Jena, Dresden und Rostock aus. 1971 übersiedelte sie nach Althütte bei Stuttgart, wo sie weiterhin wirkte, es folgten Ausstellungen in West-Berlin. Am 10. Januar 1989 verstarb sie hoch angesehen in Althütte. Ihre letzte Ruhe fand sie jedoch wieder in Gera, als ihre Urne im Jahr 1993 auf den Geraer Südfriedhof umgebettet wurde.

## Werke (Auswahl)
- Susanne Engelmann: Line und Stoffel. Treuleben & Bischof (TeBe; seit 2015 Leuchtturm Albenverlag), 1941, München. 2. Auflage vermutlich zwischen 1945 und 1950 unter dem Titel Line und Peter. Version von 1941 nachgedruckt in: Annelie Wagenstaller: Adventszeit. Alte Plätzchenrezepte – Rezepte für jeden Tag. Weihnachtsgeschichte von Line und Stoffel., Wagenstaller Verlag, 2013, ISBN 978-3-00-039412-6
- Susanne Engelmann: Kinderspiel Bilderlotto. Himmer, Augsburg, 1945.[2]
- Susanne Engelmann: Das verliebte Geigerlein. Handkoloriertes Bändchen für beschwingte Herzen. Selbstverlag Vereinigte Kunstdruckereien, Gera, 1947. Text gedruckt nach der Handschrift von Traude Bertram.[3]
- ab 1947 diverse Plakate für die Wismut AG
- diverse Scherenschnitte (auch das Papier wurde von Engelmann selbst gefärbt), angekauft vom Ministerium für Kultur (DDR)
- vier große Keramiken im Treppenhaus der Enzianschule in Gera
- Keramik in der Theke im Restaurant Jagdhof in Gera
- Keramik an einer Außenwand an einem Kindergarten in Gera-Debschwitz
- 1963 Keramik in der Kinderkrippe Sonnenschein in Gera-Bieblach[4]
- Keramik an Kindergärten in Jena und Leipzig
- großes Wandbild in der Eingangshalle des Pharmazeutischen Institutes der Friedrich-Schiller-Universität Jena[5]
- Springbrunnen in mehreren Schulen Thüringens
- Keramik „Affenwand“ im Geraer Interhotel (1997 abgerissen[6])
- Keramik des Heiligen Martins in der Dorfkirche zu Gräfenwarth in Schleiz (Thüringen)
- Keramik Die Bremer Stadtmusikanten am Eingang zum evangelischen Kindergarten in Althütte
- keramische Menukarte „Das beste dem Gast“ im Hotel Hirsch am Ebnisee in Kaisersbach (Baden-Württemberg)
- „Groteske Gefäße“ – große Ausstellung 1977 in der Ladengalerie Berlin

### Line und Stoffel
Die Inspiration für die Adventsgeschichte „Line und Stoffel“ kam Susanne Engelmann im Jahr 1940 auf der Reise nach München zum Verlag Treuleben & Bischof, bei der sie von ihrer Tochter Karoline („Line“) begleitet wurde. Im Rahmen der Reise besuchten sie die befreundete Familie Back. Ein Sohn, Christoph „Stoffel“ Back (später Konzertpianist, geboren 4. April 1935, verstorben 10. Februar 2016) kümmerte sich sehr bemerkenswert um Line. So entstand die Geschichte um Stoffel, der für Line im tiefsten Winter Lebensmittel suchen geht, sich dabei allen, denen er begegnet, sehr hilfsbereit zeigt und schließlich, von Knecht Ruprecht reich beschenkt, zu Line zurückkehrt – nicht ohne erneut anderen geholfen zu haben.
Text und Illustrationen waren von Engelmann Ende 1940 weitgehend fertig entworfen, der Druck verzögerte sich jedoch kriegsbedingt. Ab Juli 1941 wurden nur mehr kriegswichtige Druckwerke genehmigt (Papierscheck). Nach Intervention in Berlin beim Ehepaar Hermann Göring, wo die Entwürfe hingeschickt und sehr wohlwollend aufgenommen wurden, wurde schließlich eine Ausnahmebewilligung erteilt und im Spätherbst 1941 60.000 Heftchen gedruckt – eine damals bemerkenswerte Auflage. Dichtung, Sütterlinschrift und Illustrationen stammen von Engelmann selbst.
Die Ästhetik des Stoffes und der Illustrationen standen 1941 und später in krassem Gegensatz zur Lebensrealität der meisten Deutschen. Möglicherweise wurde das Werk gerade deshalb von vielen Menschen (einschließlich des Regimes) so geschätzt, weil es helfen konnte, Lebensfreude und Motivation zu gewinnen.
Für die Illustrationen stand oft die unmittelbare Lebensumgebung von Susanne Engelmann Modell:
- 1. Dezember: Die dargestellte Stube ist der in der Wohnung von Susanne Engelmann in Gera nachempfunden. Der Kachelofen existiert noch, er wurde jedoch abgetragen und bei Engelmanns Enkel in Reubach wieder aufgebaut. Das Essgeschirr ist die für Thüringen typische Bürgeler Keramik (blau mit weißen Punkten bzw. weiß mit blauen Punkten).
- 2. Dezember: Über der Eingangstür stehen die Initialen "S.E." (Susanne Engelmann).
- 3. Dezember: Familie Buschelschwanz (Eichhörnchen) ist aktuell vaterlos (die Männer waren ja 1940 im Kriegsdienst, so wie auch Friedrich Engelmann). Das blau bemalte Bett mit karierter Bettwäsche ist den Engelmann'schen Betten nachempfunden.
- 4. Dezember: Der tiefverschneite Wald ist dem Thüringer Wald nachempfunden. Der von Stoffel aufgelesene Zaunkönig (Engelmanns Lieblingsvogel) hat auf einem Fest so viel Alkohol getrunken, dass er es nicht mehr allein nach Hause schafft.
- 9. Dezember: Für die Himmelstüre stand möglicherweise das Portal der Trinitatiskirche (Gera) Modell.
- 10. Dezember: Links unten in der Backstube ist eine Backmulle zu sehen, das Vorbild dafür existiert bei Karoline Müller noch.
- 12. Dezember: Einige der dargestellten Puppen sind aus dem Engelmann'schen Haushalt.
- 14. Dezember: Für den dargestellten Lehnstuhl stand der aus dem Hause Engelmann Modell.
- 17.–20. Dezember: Wir befinden uns wieder im verschneiten Thüringer Wald.
- 21. Dezember: Die Tüte mit den Nüssen wären im Thüringer Wald eigentlich Bucheckern gewesen.
- 23. Dezember: Man zerkleinerte früher alte Betttücher zu kleinen Streifen und umwickelte die Haare, damit sie an Festtagen gelockt waren.

## Auszeichnungen
- nach 1957 (?): Kunstpreis der Stadt Gera